# ملعب أحمد بن علي
ملعب أحمد بن علي المونديالي يُعرف باسم ملعب الريان يقع في منطقة أم الأفاعي في الريان غرب الدوحة عاصمة قطر، والملعب يتبع نادي الريان، وهو ملعب متعدد الأغراض، ويستخدم غالبًا في مباريات كرة القدم، تمت تسمية الملعب على اسم أحمد بن علي آل ثاني أمير قطر من عام 1960 حتى 1972. الملعب السابق الذي تم بناؤه وافتتاحه عام 2003 كان يتسع لـ21,282 مقعدًا وتم هدمه في عام 2015. يتسع ملعب الريان الجديد لـ44,740 مقعدًا.

## تطوير الملعب لكأس العالم 2022
ملعب أحمد بن علي هو واحد من ثمانية ملاعب تم تحويلها لاستضافة بطولة كأس العالم 2022 المقامة في قطر.
تم هدم ملعب أحمد بن علي القديم في عام 2015، لإفساح المجال أمام ملعب الريان. ومن المتوقع إعادة استخدام 90% من الأنقاض الناتجة عن هدم الملعب إما للملعب الجديد أو لمشاريع الفن.
بدأت أعمال بناء الملعب الجديد في أوائل عام 2016. وقد تم ذلك من خلال التعاون المشترك بين شركة البلاغ للتجارة والمقاولات وشركة لارسن أند توبرو الهندية. بعد كأس العالم، سيتم تخفيض سعة المقاعد إلى 21,000 مقعد. تم بناء الملعب الجديد لبطولة كأس العالم 2022، التي تستضيفها قطر.
يتضمن التجديد «واجهة إعلامية» ضخمة مع غشاء سيكون بمثابة شاشة للأخبار والإعلانات التجارية والتحديثات الرياضية ومعلومات البطولة الحالية والمباريات. تمت زيادة سعة المقاعد إلى 40,740، وتم تظليل جميع المقاعد.
تم افتتاح الملعب في 18 ديسمبر 2020 وهو اليوم الوطني لدولة قطر، ويُذكر بأن الملعب كان أحد الملاعب التي استضافت كأس العالم للأندية 2020.
استضاف الملعب أربع مباريات خلال بطولة كأس العرب 2021.

## نتائج الدورات الأخيرة

### كأس العالم 2022
استضاف ملعب أحمد بن علي خلال كأس العالم 2022 سبع مباريات.
| التاريخ        | الوقت | المنتخب 1#       | النتيجة | المنتخب 2# | الدور            | الحضور |
| -------------- | ----- | ---------------- | ------- | ---------- | ---------------- | ------ |
| 21 نوفمبر 2022 | 22:00 | الولايات المتحدة | 1–1     | ويلز       | المجموعة الثانية | 43,418 |
| 23 نوفمبر 2022 | 22:00 | بلجيكا           | 1–0     | كندا       | المجموعة السادسة | 40,432 |
| 25 نوفمبر 2022 | 13:00 | ويلز             | 0–2     | إيران      | المجموعة الثانية | 40,875 |
| 27 نوفمبر 2022 | 13:00 | اليابان          | 0–1     | كوستاريكا  | المجموعة الخامسة | 41,479 |
| 29 نوفمبر 2022 | 22:00 | ويلز             | 0–3     | إنجلترا    | المجموعة الثانية | 44,297 |
| 1 ديسمبر 2022  | 18:00 | كرواتيا          | 0–0     | بلجيكا     | المجموعة السادسة | 43,984 |
| 3 ديسمبر 2022  | 22:00 | الأرجنتين        | 2–1     | أستراليا   | دور ال 16        | 45,032 |